# Vikarby IK
Vikarby IK är en idrottsklubb från Vikarbyn i Rättviks kommun, Dalarna. Klubben bildades 1918 och är 2021 fr.a. verksamma inom fotboll, men har också ett innebandylag, ett elljusspår för skidåkning och terränglöpning samt ett gym. Ursprungligen hette föreningen Vikarby Bollklubb, men namnbyte skedde redan efter tre år då föreningen hade ambitionen att vara aktiv i fler idrotter än fotboll, bland annat skidåkning, orientering och friidrott.
Inom ishockey spelade Vikarbyn i Division II Östra säsongerna 1968/1969, 1969/1970 och 1972/1973. Framgångsrikast var man första säsongen då man slutade sjua.